# تروئل (هویلا)
تروئل (انگلیسی: Teruel, Huila) نام شهری در کشور کلمبیا است.